# Rosegaferro
Rosegaferro è una frazione del comune di Villafranca di Verona in provincia di Verona, con una popolazione di circa 1 300 abitanti. Secondo alcuni studiosi il nome deriva dal fatto che il terreno, la campagna che circonda il paese, è molto sassoso per cui consuma, corrode, rosega (in Veneto) il vomere degli aratri, il fero.
La chiesa parrocchiale edificata nel 1754, venne ampliata con pianta a croce latina nel 1952.

## Galleria d'immagini

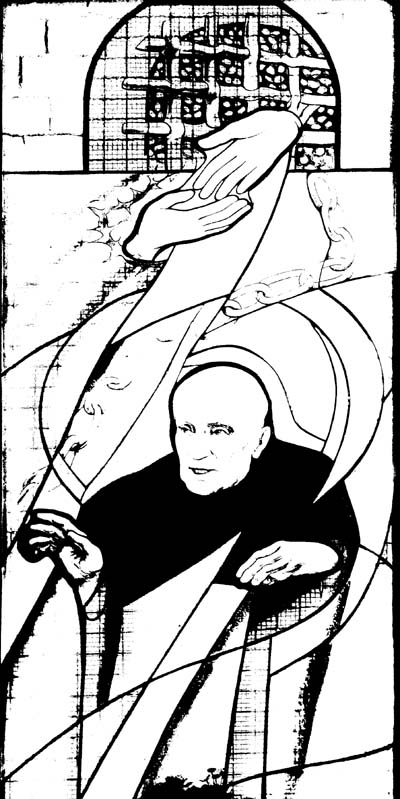
Vetrata nella tomba di don Giuseppe Girelli
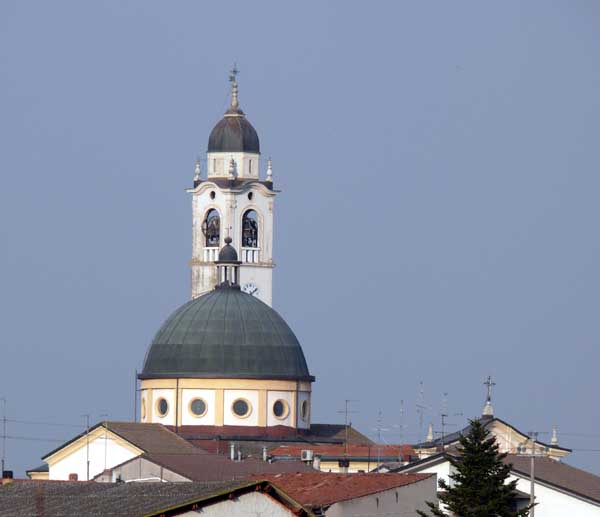
La chiesa parrocchiale di Rosegaferro